# Pavillon Charles-De Koninck
Le pavillon Charles-De Koninck (DKN) est l'un des bâtiments de l'Université Laval, à Québec.

## Description
Nommé en l'honneur de Charles De Koninck, doyen de la Faculté de philosophie de 1939 à 1956 et en 1965, il abrite une bonne partie des facultés et départements de sciences humaines: faculté de droit, faculté des lettres, faculté des sciences sociales (en partie), école des langues, départements d'anthropologie, d'histoire, des littératures, de langues, linguistique et de traduction, de sciences politiquse, de criminologie, et de sociologie. On y retrouve de plus l'Institut québécois des hautes études internationales et le Centre interuniversitaire d'études québécoises.
Son architecture est signée par Édouard Fiset.

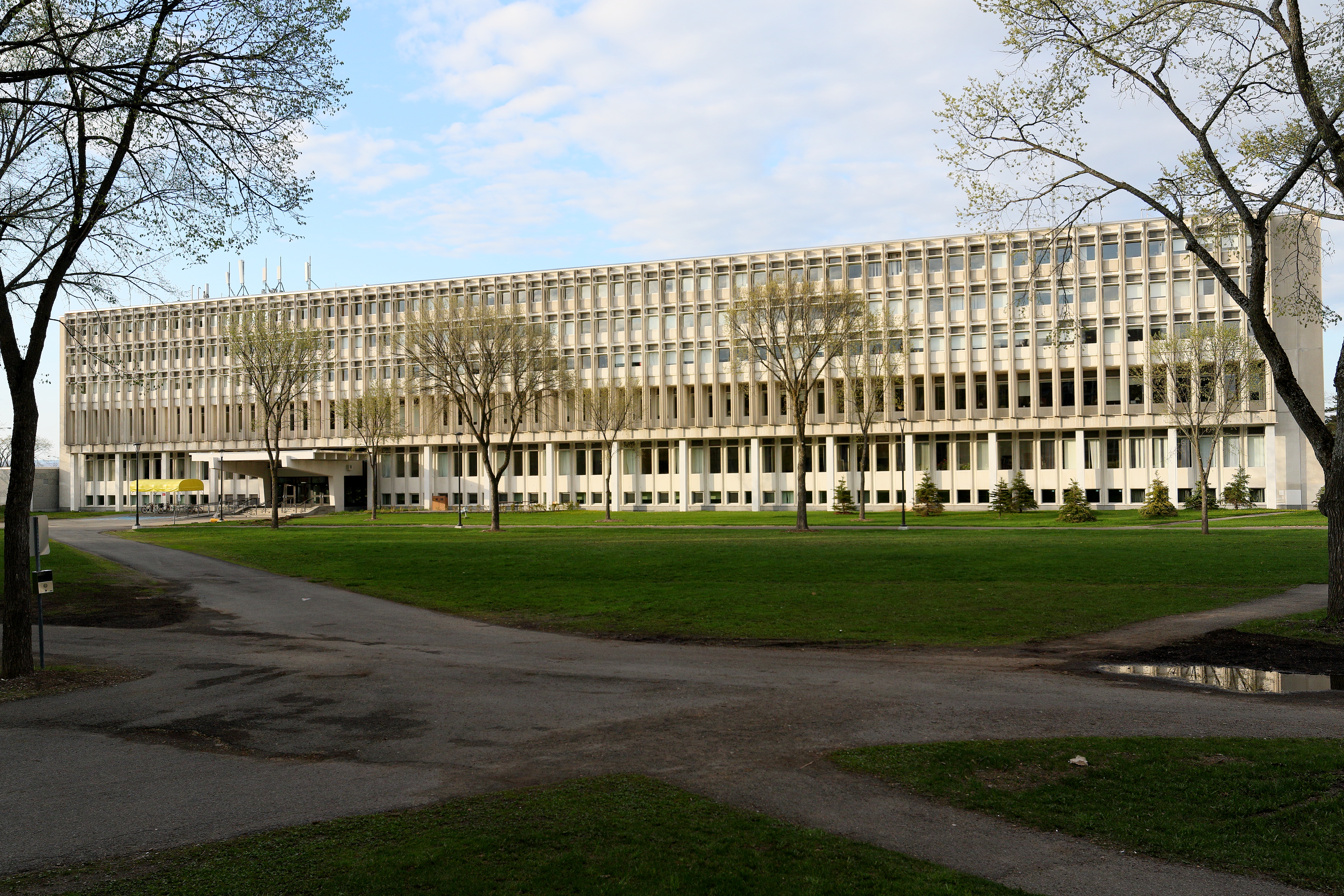
Côté ouest
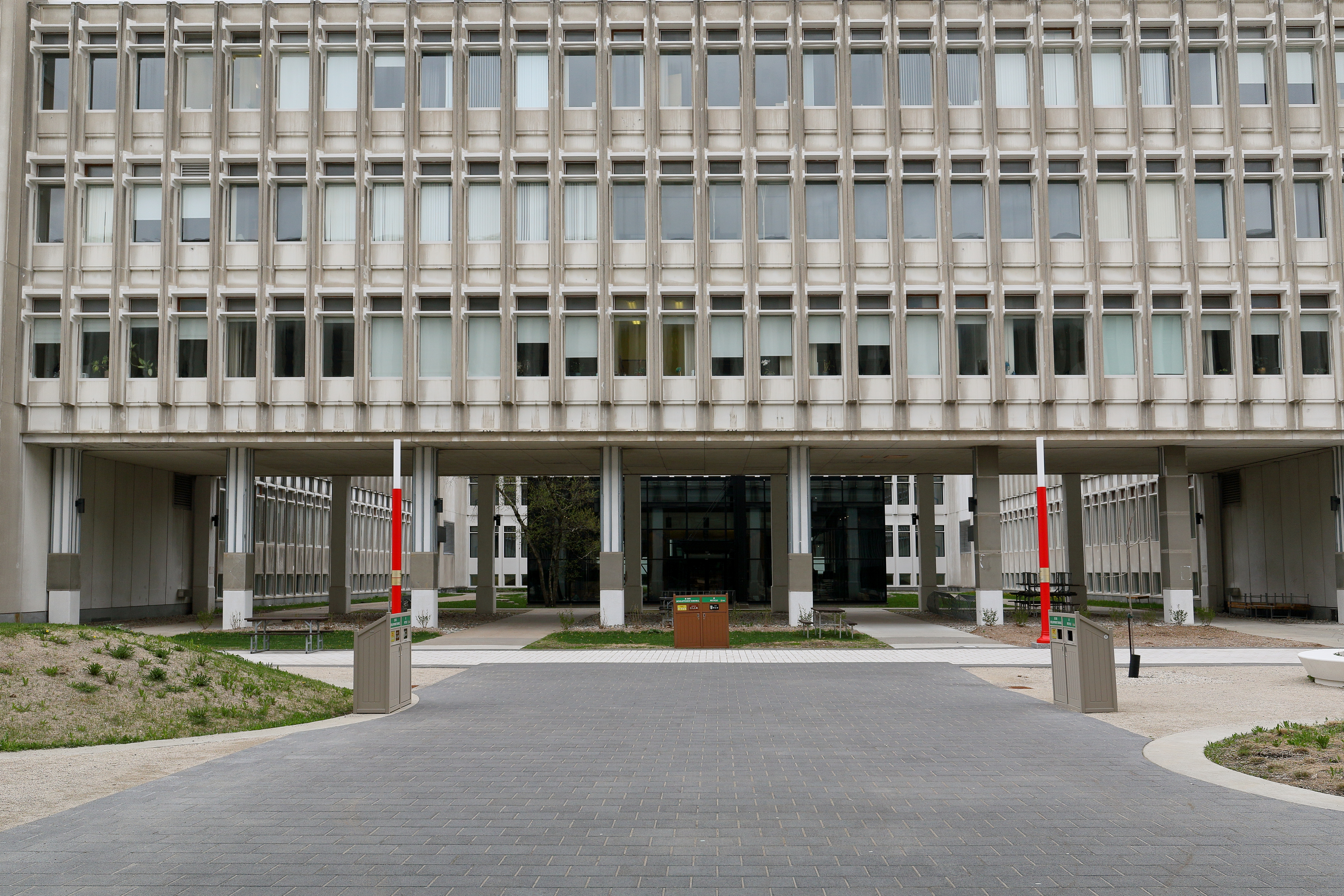
Côté sud
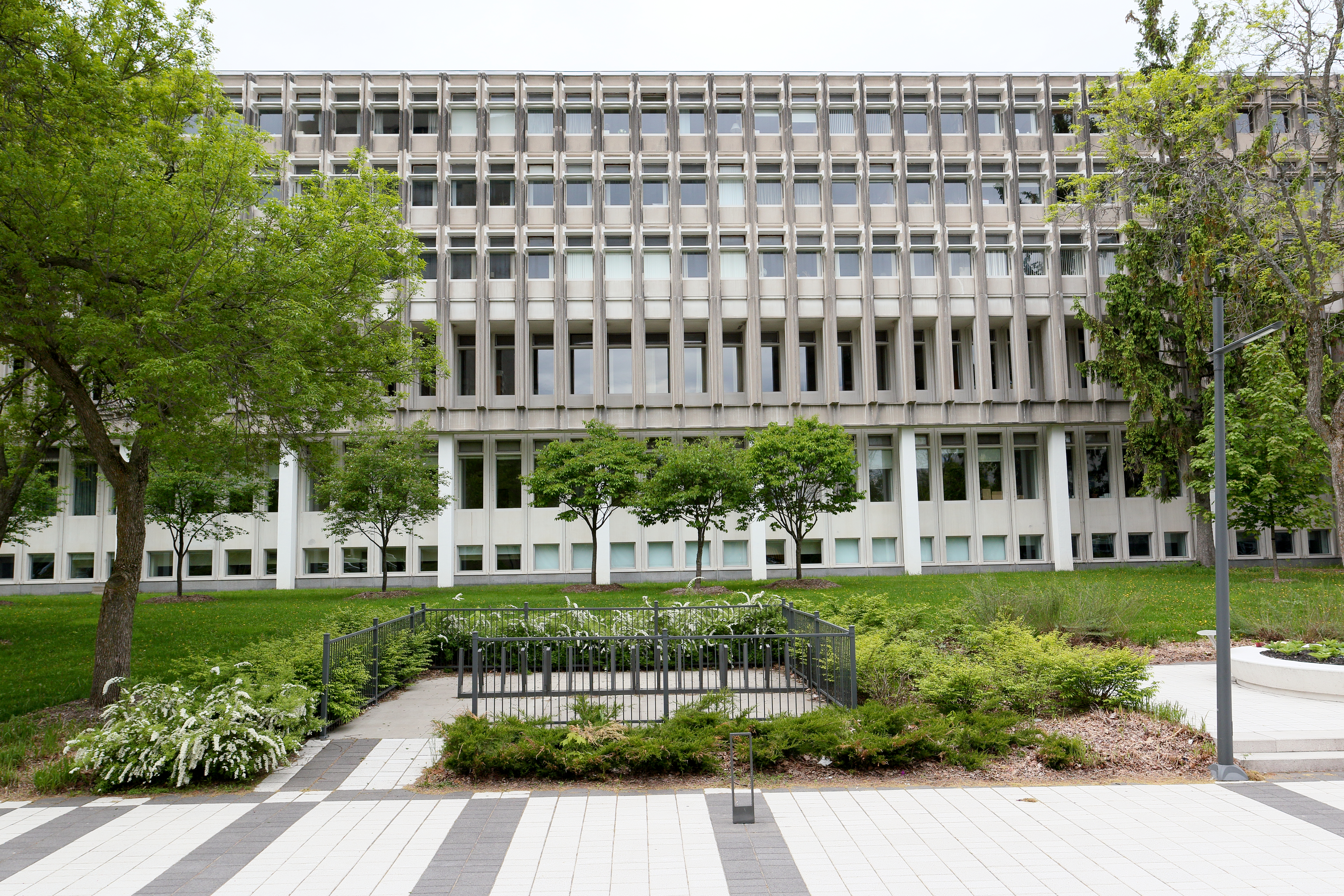
Côté est
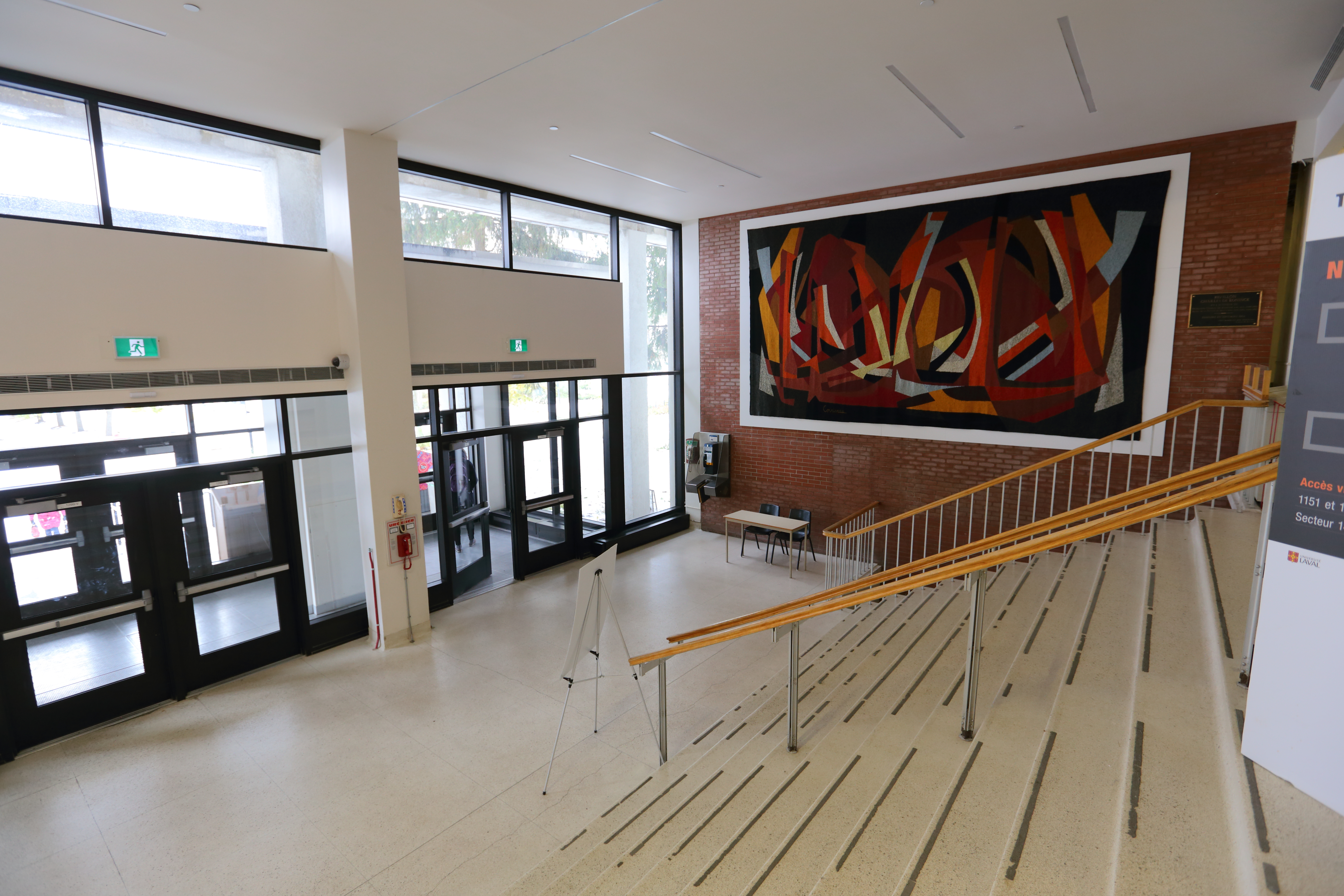
Convergence, tapisserie de Jeanne d'Arc Corriveau localisée sur le mur sud, dans le hall de l'entrée principale